# Anisographe navigata
Anisographe navigata är en fjärilsart som beskrevs av Lucas 1899. Anisographe navigata ingår i släktet Anisographe och familjen mätare. Inga underarter finns listade i Catalogue of Life.